# Верховський Валерій Дмитрович
Валерій Верховський (справжнє ім'я — Валерій Дмитрович Стрижеус) (28 березня 1969, с. Желябовка, Нижньогірський район, Крим — 23 жовтня 2024, Волинь) — український письменник-фантаст, журналіст, перекладач.

## Біографія
Народився 28 березня 1969 року в селі Желябовка Нижньогірського району Криму, де отримав повну середню освіту.
Після навчання у Дніпропетровському гірничому інституті займався журналістикою, літературною критикою, перекладом, а також популяризацією досліджень у сфері соціоніки.
Дебютував короткою повістю «Ненаситець» у львівському журналі «Світ пригод» у 2002 році.
У 2008-10 рр. був редактором єдиного спеціалізованого україномовного часопису фантастики «Український фантастичний оглядач». У 2012—2013 рр. був членом редколегії з україномовної фантастики в альманаху «Фанданго» (Сімферополь). Є одним із кураторів та редакторів електронного фантастикознавчого проєкту «Архів фантастики»
Після анексії Криму Росією переїхав до Києва. З 2016 року — журналіст газети «Кримська світлиця».
Публікувався в українських виданнях: «Дніпро», «Український фантастичний оглядач», «Книжник-review», «Сузір'я», «Український детектив», «Світ пригод», «Просто фантастика», «Українська культура» (т.в.о. головного редактора тематичного номера «Феномен фантастики …потім сталося диво», 2019 р.), «Культура і життя» (де в 2019 опублікував кілька статей під спільним заголовком «Світ із кубиків»). Чимало публіцистичних статей Валерія Верховського вийшли в виданні «Український інтерес».

## Нагороди
- 2009 — диплом літературного конкурсу «Євроформат» за оповідання «Бебі — кращий подарунок».
- 2013 — Гран-прі літературного конкурсу «Гоголь-фентезі ім. Рудого Панька» в категорії «Кращий твір українською мовою» за оповідання «Срібло та золото».
- 2013 — фіналіст Національної премії України з фантастики, в номінації «Оповідання».

### Авторські книжки
- Ера електрики: [Збірка фантастики] / Оформлення Н. Ширяєва. — К. Кий, 2011. — 292 с. — (Бібліотека Української Фантастики). — ISBN 978-966-8825-55-2.

### Переклади
- Орсон Скотт Кард. Гра Ендера: Роман / Пер. В. Верховського й Т. Педан. — К.: Брайт Стар Паблишинг, 2013. — 272 с. — ISBN 978-966-2665-22-2
- Конні Вілліс. Книга Судного дня: фантастичний роман / Пер. Ірини Савюк і Валерія Верховського. — Тернопіль: Навчальна книга — Богдан, 2015. — 576 с. — (Горизонти фантастики). — ISBN 978-966-10-2037-4.

### Колективні збірки
- Кримський літературний альманах / На обкладинці картина Леоніда Пилунського. — К.: ГО "Кримський центр ділового та культурного співробітництва «Український дім»; ФОП Юрченко В. П., 2018. — 144 с.
- Феномен фантастики …потім сталося диво // Українська Культура. — 1-3/2019 (тематичний номер). — 60 с.
- Я і мої роботи. Антологія сучасної української наукової фантастики / упорядник Генрі Лайон Олді. — Харків: Фоліо, 2024. — 448 с. (До збірки увійшло оповідання «Мої джини», написане наприкінці 2023 року).